# Višegorivni motor
Višegorivni motor je vrsta motora ili nekog inog sredstva na pogon gorivom koje je projektirano da može raditi izgarajući razne vrste goriva. Takvi motori mogu rabiti bilo koje gorivo od sljedećih: benzin, petrolej, dizel, kerozin, biljno ulje, alkohol i ostala. U pravilu su to prerađeni klasični klipni motori tako da konstrukcijom mogu raditi na razne vrste goriva.
Uobičajena primjena ove tehnologije je u vojne svrhe, gdje se može dogoditi situacija da obični motor na dizel ili plinska turbina ne može raditi zbog nedostatka svoje vrste goriva zbog situacije na bojištu te uređaj na gorivo ne može grijati niti prevoziti. Ova vrsta motora i grijala duge su povijesti. Rastuća potreba stvaranja drugih izvora osim nafte za prijevoz, grijanje i ostale primjene dovela je do narasla razvijanja višegorivne tehnologije i za nevojne namjene. Posljednjih desetljeća to je dovelo do brojnih vozila na fleksibilno gorivo.
Višegorivni motor je konstruiran tako da mu kompresijski omjer dopušta izgaranje najnižeg oktanskog goriva od različitih prihvaćenih alternativnih goriva. Povećani zahtjevi ovog motora povlače za sobom neophodno pojačanje motora

## Vanjske poveznice
- Google knjige Uroš Djolić: Inštitut za naučno-tehničku dokumentaciju i informacije - INTDI, 1972.